# Microfonista

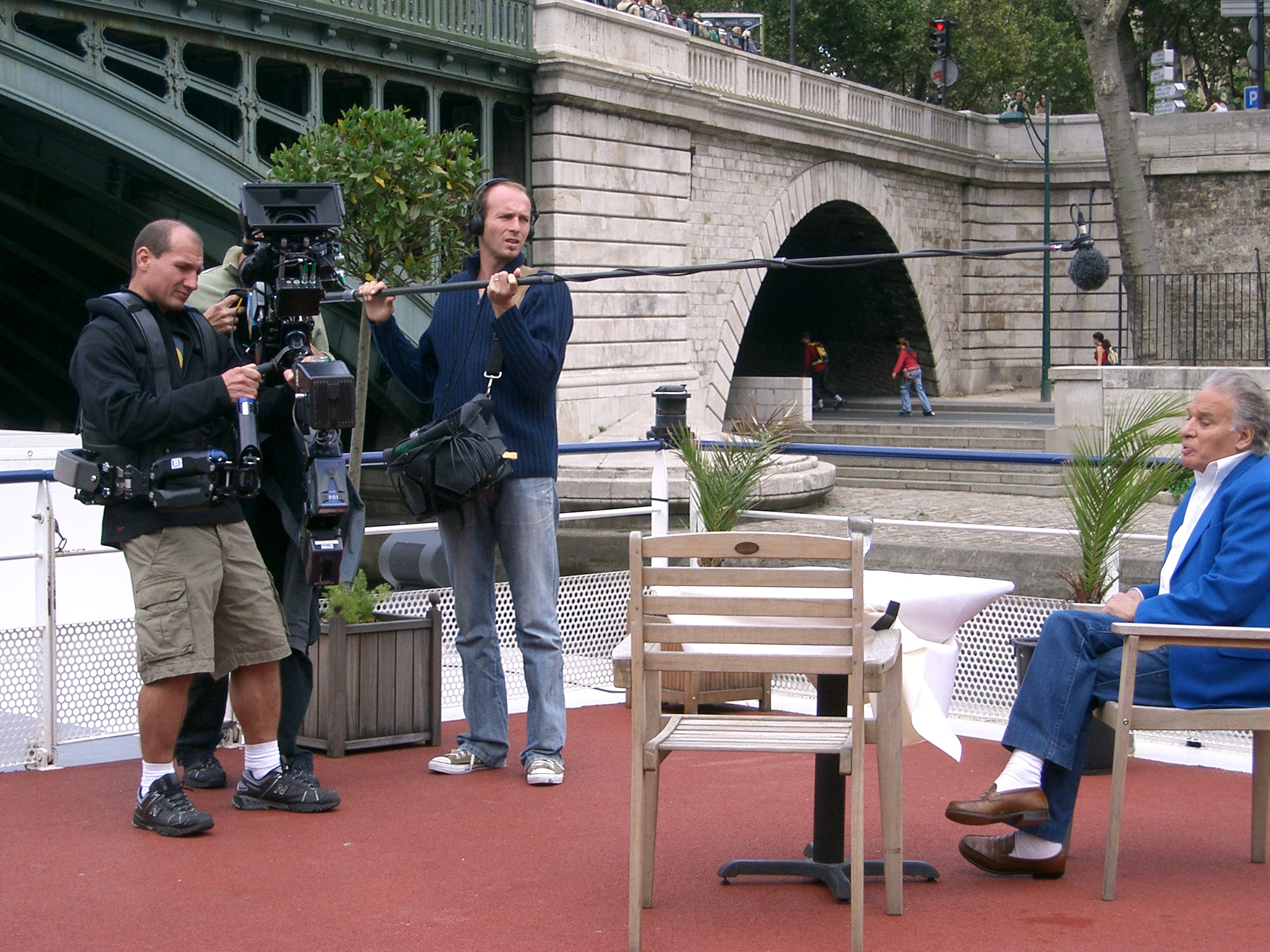
Microfonista

Il microfonista (o boom operator/boom swinger in inglese) è l'assistente tecnico del fonico. La sua principale responsabilità è il posizionamento del microfono in fase di ripresa, usando un boom, lunga asta con il microfono montato all'estremità, che permette un controllo preciso dello strumento a grande distanza dagli attori. Tale strumento è l'evoluzione della giraffa. Quando necessario, posiziona anche microfoni senza fili, radiomicrofoni, addosso agli attori o microfoni supplementari nascondendoli in scena (npallandoli).
Il microfonista deve decidere dove posizionare i microfoni basandosi su una combinazione di fattori, come la posizione della macchina da presa, il suo movimento e il taglio dell'inquadratura, la fonte di luce (e quindi le ombre) il movimento dei soggetti nell'inquadratura e la loro intensità sonora, la direzione del vento, e cercare di escludere qualsiasi fonte di rumore indesiderato.
Il lavoro del microfonista inizia con lo studiare e memorizzare tutti i dialoghi degli attori, questo gli darà modo di seguire con precisione le varie pause e le battute alternate di questi, anticipando sempre lo spostamento del puntamento del microfono in modo impercettibile per arrivare sempre alla battuta successiva; un bravo microfonista è in grado di fare questo anche se i dialoghi sono in una lingua che lui non capisce, perché in questo caso avrà memorizzato solo l'ultima parola della frase di ogni attore consentendogli di spostare il microfono da un soggetto all'altro senza perdere nessuna battuta. Nel caso che questo accadesse la presa diretta non sarebbe più buona, e verrà chiamato lo stop dal fonico e la scena si dovrà ripetere. Da qui si può capire come questo lavoro richieda grande concentrazione e pignoleria. Dovranno essere seguite le direttive del regista mentre spiega l'inquadratura a tutti i caporeparto, e preso atto delle sue richieste il microfonista inizierà a stendere i cavi che gli serviranno per i vari microfoni e seguirà il direttore della fotografia mentre illumina la scena. Questo gli darà modo di capire dove potrà trovare coni d'ombra per inserire il boom in scena e la distanza massima che gli sarà consentita per avvicinare il microfono agli attori. Quando tutti i reparti saranno pronti si inizieranno le prove;  il microfonista, di concerto con gli altri reparti, seguirà i soggetti in scena per catturare i loro dialoghi. Quando tutto sarà stato provato e tutti i reparti si saranno coordinati fra loro si inizierà a girare. Il microfonista sarà stato tanto più' abile, quanto più le sue prove corrisponderanno poi agli effettivi movimenti di tutta la scena e avrà portato al fonico tutte le voci e i suoni corrispondenti al taglio dell'inquadratura.